# Minusinsk
Minusinsk (ruski: Минуси́нск) je povijesni grad u Rusiji, u Krasnojarskom kraju. Nalazi se na 53°42′N 91°41′E / 53.700°N 91.683°E), na obalama rijeke Jeniseja.
Broj stanovnika:
- 1973.:  44.500
- 1985.:  69.000
- 2002.:  72.561

Naselje Minjusinskoje (ruski: Миньюсинское) je osnovano 1739., na utoci rijeke Minuse u rijeku Jenisej.
Izraz Min usa na turkijskim jezicima znači "moj potok" 
 ili 
"tisuću rijeka" ). 
Preimenovan je u Minusinskoje (ruski: Минусинское) 1810.
1822. godine je steklo gradski status i preimenovano je u Minusinsk Jenisejske gubernije.
Bio je jedan od regionalnih središta poljodjelstva i tranzitne trgovine u istočnom Sibiru.
Grad je bio i mjesto poliičkog izgona. Lenjin je dolazio u ovaj grad višekratno kad je bio u izgonu u selu Šušenskojemu između 1897. i 1900. godine. 
Za vrijeme ruskog građanskog rata, Minusinsk je bio pozornicom Minusinske pobune 1918. godine.
Martjanovljev muzej prirodne povijesti, osnovan 1877. se nalazi u Minusinsku. 
Na području Minusinska se nalazi kultura iz ranog brončanog doba, Afanasjevska kultura.

## Gradovi prijatelji
- Noriljsk, Rusija